# Favia fragum
Favia fragum is een rifkoralensoort uit de familie Mussidae. De wetenschappelijke naam van de soort is, als Madrepora fragum, voor het eerst geldig gepubliceerd in 1795 door Eugen Johann Christoph Esper.
De soort komt voor in de Caraïbische Zee, het zuidelijke deel van de Golf van Mexico en bij Florida, de Bahama's en Bermuda. Verder is de soort ook aangetroffen in de oostelijke Atlantische Oceaan. Ze staat op de Rode Lijst van de IUCN geklasseerd als 'niet bedreigd'.